# Batu Legong
Batu Legong is een bestuurslaag in het regentschap Batam van de provincie Riouwarchipel, Indonesië. Batu Legong telt 1324 inwoners (volkstelling 2010).